# PTCD2
PTCD2 (англ. Pentatricopeptide repeat domain 2) – білок, який кодується однойменним геном, розташованим у людей на 5-й хромосомі. Довжина поліпептидного ланцюга білка становить 388 амінокислот, а молекулярна маса — 43 968.
| 10         |  | 20         |  | 30         |  | 40         |  | 50         |
| ---------- |  | ---------- |  | ---------- |  | ---------- |  | ---------- |
| MVRDSMAAAF |  | RPSNRVLLQA |  | LQILVYPGVG |  | GSGSVSCRCP |  | LGAKRYLLTD |
| NVVKLKEFQQ |  | KKVAVACNLS |  | GTKETYFRNL |  | KKKLTQNKLI |  | LKGELITLLH |
| LCESRDHVEL |  | AKNVIYRYHA |  | ENKNFTLGEY |  | KFGPLFVRLC |  | YELDLEESAV |
| ELMKDQHLRG |  | FFSDSTSFNI |  | LMDMLFIKGK |  | YKSALQVLIE |  | MKNQDVKFTK |
| DTYVLAFAIC |  | YKLNSPESFK |  | ICTTLREEAL |  | LKGEILSRRA |  | SCFAVALALN |
| QNEMAKAVSI |  | FSQIMNPESI |  | ACINLNIIIH |  | IQSNMLENLI |  | KTLKNAAEGN |
| LSKFVKRHVF |  | SEEVLAKVRE |  | KVKDVPALVA |  | KFDEIYGTLH |  | ITGQVTTDSL |
| DAVLCHTPRD |  | RKSHTLLLNK |  | RMVSRRTFQP |  | LSQSLLAE   |  |            |

A: Аланін

C: Цистеїн

D: Аспарагінова кислота

E: Глутамінова кислота

F: Фенілаланін

G: Гліцин

H: Гістидин

I: Ізолейцин

K: Лізин

L: Лейцин

M: Метіонін

N: Аспарагін

P: Пролін

Q: Глутамін

R: Аргінін

S: Серин

T: Треонін

V: Валін

Кодований геном білок за функцією належить до фосфопротеїнів. 
Задіяний у таких біологічних процесах, як процесинг мРНК, альтернативний сплайсинг. 
Локалізований у мітохондрії.